# Henry Robinson Palmer
Henry Robinson Palmer (* 1795 in Hackney; † 12. September 1844 in Westminster) war ein englischer Ingenieur, der vor allem für seine Erfindung einer Hänge-Einschienenbahn bekannt ist, die er 1821 zum Patent anmeldete.

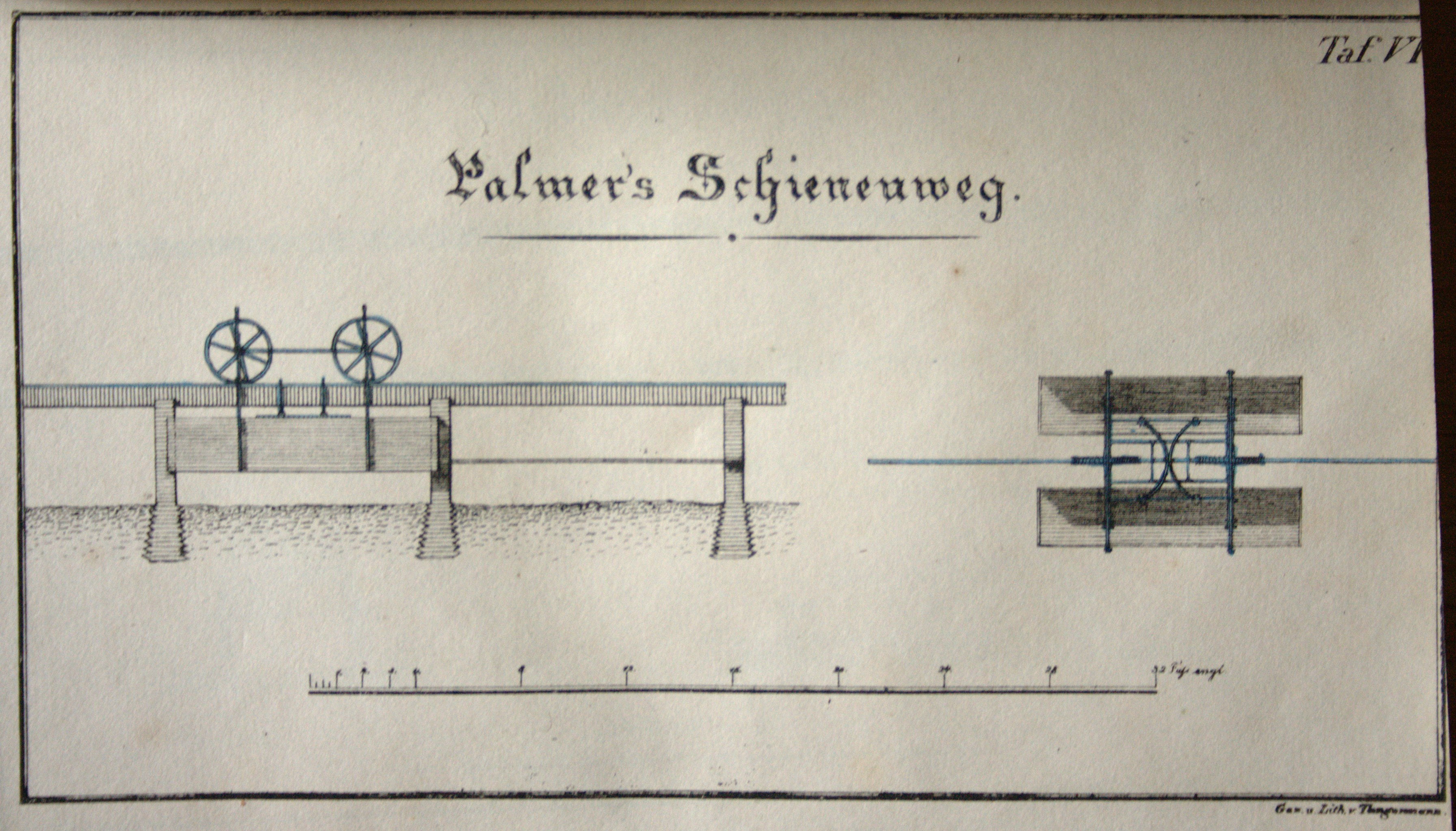
Zeichnung von Palmers Einschienenbahn

Diese von Pferden gezogene Bahn kann als Vorgänger der Lartigue-Einschienenbahn und der Wuppertaler Schwebebahn betrachtet werden und ist die erste Einschienenbahn in der Geschichte.
Am 25. Juni 1825 wurde in Cheshunt in England die erste Einschienenbahn für den Personentransport eröffnet, obwohl sie eigentlich für den Transport von Ziegelsteinen gebaut wurde. Palmer wurde 1831 zum Fellow der Royal Society gewählt.